# U/19 Europamesterskabet i fodbold 2015
U/19 Europamesterskabet i fodbold 2015 var den 14. udgave af U/19 Europamesterskabet i fodbold (64. udgave hvis æraeren med U-18 og Junior medtages), ungdomsturneringen for mænd i U/19 for medlemmer af UEFA. Grækenland afholdte turneringen. Spillere født den eller efter 1. januar 1996 havde mulighed for at deltage i turneringen. 

## Stadioner
Turneringen blev spillet på tre stadioner i tre byer, Katerini og Veria i Centralmakdonien og Larissa i Thessaly.
| Larissa           | Veria                      | Katerini                      |
| ----------------- | -------------------------- | ----------------------------- |
| AEL FC Arena      | Municipal Stadium of Veria | Municipal Stadium of Katerini |
| Kapacitet: 16.118 | Kapacitet: 7.000           | Kapacitet: 4.956              |
|                   |                            |                               |

## Dommere
I alt seks dommere, otte linjedommere og to fjerdedommere blev udtaget til turneringen.
| Dommere - Tamás Bognar (Ungarn) - Andreas Ekberg (Sverige) - Marco Guida (Italien) - Georgi Kabakov (Bulgarien) - Anthony Taylor (England) - Andris Treimanis (Letland) | Linjedommere - Petr Blazej (Tjekkiet) - Ricardo Fernandes Morais (Luxembourg) - Vital Jobin (Schweiz) - Tomaz Klančnik (Slovenien) - Dejan Nedelkoski (Makedonien) - Neeme Neemlaid (Estland) - Nemanja Petrović (Serbien) - Dennis Rasmussen (Danmark) | Fjerdedommere - Athanasios Giahos (Grækenland) - Andreas Pappas (Grækenland) |

## Gruppespil
Gruppevinderen og toeren kvalificerede sig til semifinalerne.

### Gruppe A
| Pos | Hold       | K | V | U | T | M+ | M- | MF | P | Kvalifikation                |
| --- | ---------- | - | - | - | - | -- | -- | -- | - | ---------------------------- |
| 1   | Frankrig   | 3 | 3 | 0 | 0 | 6  | 1  | +5 | 9 | Kvalificeret til slutspillet |
| 2   | Grækenland | 3 | 1 | 1 | 1 | 2  | 2  | 0  | 4 | Kvalificeret til slutspillet |
| 3   | Østrig     | 3 | 0 | 2 | 1 | 2  | 3  | −1 | 2 |                              |
| 4   | Ukraine    | 3 | 0 | 1 | 2 | 3  | 7  | −4 | 1 |                              |

| 6. juli 2015 20:30 |

| Grækenland                      | 2–0     | Ukraine |
| ------------------------------- | ------- | ------- |
| Orphanides 20' · Karahalios 76' | Rapport |         |

| Municipal Stadion of Veria, Veria Dommer: Anthony Taylor (England) |

| 6. juli 2015 21:00 |

| Østrig | 0–1     | Frankrig   |
| ------ | ------- | ---------- |
|        | Rapport | Blin 34' · |

| Municipal Stadion of Katerini, Katerini Dommer: Georgi Kulbakov (Bulgarien) |

| 9. juli 2015 19:00 |

| Ukraine    | 1–3     | Frankrig                                               |
| ---------- | ------- | ------------------------------------------------------ |
| Zubkov 55' | Rapport | Guirassy 31' · Dembélé 62' · Lukyanchuk 90+2' (o.g.) · |

| AEL FC Arena, Larissa Dommer: Andris Treimanis (Letland) |

| 9. juli 2015 22:00 |

| Grækenland | 0–0     | Østrig |
| ---------- | ------- | ------ |
|            | Rapport |        |

| AEL FC Arena, Larissa Dommer: Andreas Ekberg (Sverige) |

| 12. juli 2015 21:00 |

| Frankrig                  | 2–0     | Grækenland |
| ------------------------- | ------- | ---------- |
| Diakhaby 5' · Dembélé 64' | Rapport |            |

| Municipal Stadion of Katerini, Katerini Dommer: Marco Guida (Italien) |

| 12. juli 2015 21:00 |

| Ukraine                     | 2–2     | Østrig             |
| --------------------------- | ------- | ------------------ |
| Zubkov 14' · Luchkevych 63' | Rapport | Kvasina 47', 87' · |

| Municipal Stadion of Veria, Veria Dommer: Tamás Bognar (Ungarn) |

### Gruppe B
| Pos | Hold     | K | V | U | T | M+ | M- | MF | P | Kvalifikation                |
| --- | -------- | - | - | - | - | -- | -- | -- | - | ---------------------------- |
| 1   | Rusland  | 3 | 1 | 1 | 1 | 5  | 4  | +1 | 4 | Kvalificeret til slutspillet |
| 2   | Spanien  | 3 | 1 | 1 | 1 | 5  | 4  | +1 | 4 | Kvalificeret til slutspillet |
| 3   | Holland  | 3 | 1 | 1 | 1 | 2  | 2  | 0  | 4 |                              |
| 4   | Tyskland | 3 | 1 | 1 | 1 | 3  | 5  | −2 | 4 |                              |

| 7. juli 2015 18:30 |

| Holland            | 1–0     | Rusland |
| ------------------ | ------- | ------- |
| Van Amersfoort 44' | Rapport |         |

| AEL FC Arena, Larissa Dommer: Tamás Bognar (Ungarn) |

| 7. juli 2015 21:45 |

| Tyskland | 0–3     | Spanien                                         |
| -------- | ------- | ----------------------------------------------- |
|          | Rapport | Merino 8' · Mayoral 72' (str.) · Nahuel 90+3' · |

| AEL FC Arena, Larissa Dommer: Marco Guida (Italien) |

| 10. juli 2015 19:00 |

| Spanien     | 1–3     | Rusland                                     |
| ----------- | ------- | ------------------------------------------- |
| Mayoral 13' | Rapport | Barinov 37' · Gasilin 48' · Sheydayev 54' · |

| Municipal Stadion of Veria, Veria Dommer: Georgi Kulbakov (Bulgarien) |

| 10. juli 2015 21:00 |

| Tyskland  | 1–0     | Holland |
| --------- | ------- | ------- |
| Rizzo 89' | Rapport |         |

| Municipal Stadion of Katerini, Katerini Dommer: Anthony Taylor (England) |

| 13. juli 2015 21:00 |

| Rusland                                | 2–2     | Tyskland                  |
| -------------------------------------- | ------- | ------------------------- |
| Kehrer 32' (sm.) · Bezdenezhnykh 45+2' | Rapport | Kehrer 12' · Werner 65' · |

| Municipal Stadion of Katerini, Katerini Dommer: Andreas Ekberg (Sverige) |

| 13. juli 2015 21:00 |

| Spanien         | 1–1     | Holland                     |
| --------------- | ------- | --------------------------- |
| Mirani 8' (sm.) | Rapport | Van Amersfoort 54' (str.) · |

| Municipal Stadion of Veria, Veria Dommer: Andris Treimanis (Letland) |

## Slutspil
Hvis det er nødvendigt, bruges forlænget spilletid og straffesparkskonkurrence i slutspillet.

### Overblik
|  | Semifinaler         | Semifinaler |                     |   | Finale | Finale |
|  |                     |             |                     |   |        |        |
|  | 16. juli – Katerini |             |                     |   |        |        |
|  |                     |             |                     |   |        |        |
|  | Frankrig            | 0           |                     |   |        |        |
|  | Frankrig            | 0           | 19. juli – Katerini |   |        |        |
|  | Spanien             | 2           |                     |   |        |        |
|  | Spanien             | 2           | Spanien             | 2 |        |        |
|  | 16. juli – Larissa  |             | Spanien             | 2 |        |        |
|  |                     | Rusland     | 0                   |   |        |        |
|  | Rusland             | Rusland     | 0                   | 4 |        |        |
|  | Rusland             |             |                     | 4 |        |        |
|  | Grækenland          | 0           |                     |   |        |        |
|  | Grækenland          | 0           |                     |   |        |        |

### Semifinaler
| 16. juli 2015 19:00 |

| Rusland                                               | 4–0     | Grækenland |
| ----------------------------------------------------- | ------- | ---------- |
| Chernov 50', 79' · Gasilin 52' · Sheydayev 64' (str.) | Rapport |            |

| AEL FC Arena, Larissa Dommer: Tamás Bognar (Ungarn) |

| 16. juli 2015 21:45 |

| Frankrig | 0–2     | Spanien              |
| -------- | ------- | -------------------- |
|          | Rapport | Asensio 88', 90+5' · |

| Municipal Stadion of Katerini, Katerini Dommer: Andreas Ekberg (Sverige) |

### Finale
| 19. juli 2015 21:00 |

| Spanien                  | 2–0     | Rusland |
| ------------------------ | ------- | ------- |
| Mayoral 39' · Nahuel 78' | Rapport |         |

| Municipal Stadion of Katerini, Katerini Dommer: Anthony Taylor (England) |

## Målscorere
3 mål
- Borja Mayoral

2 mål
- Marko Kvasina
- Moussa Dembélé
- Pelle van Amersfoort
- Nikita Chernov
- Aleksei Gasilin
- Ramil Sheydayev
- Marco Asensio
- Matías Nahuel
- Oleksandr Zubkov

1 mål
- Alexis Blin
- Mouctar Diakhaby
- Serhou Guirassy
- Thilo Kehrer
- Gianluca Rizzo
- Timo Werner
- Zisis Karahalios
- Petros Orphanides
- Dmitri Barinov
- Igor Bezdenezhnykh
- Mikel Merino
- Valeriy Luchkevych

1 selvmål
- Thilo Kehrer (imod Rusland)
- Damon Mirani (imod Spanien)
- Pavlo Lukyanchuk (imod Frankrig)

Kilde: UEFA.com